# VX Андромеды
VX Андромеды (лат. VX Andromedae), HD 1546 — одиночная переменная звезда в созвездии Андромеды на расстоянии приблизительно 2030 световых лет (около 622 парсеков) от Солнца. Видимая звёздная величина звезды — от +9,7m до +7,5m.

## Характеристики
VX Андромеды — красный гигант, углеродная пульсирующая полуправильная переменная звезда типа SRA (SRA) спектрального класса C4,5J(N7). Радиус — около 146,24 солнечных, светимость — около 2290,4 солнечных. Эффективная температура — около 2695 К.